# Relations entre le Brésil et le Venezuela
Les relations entre le Brésil et le Venezuela sont des relations internationales s'exerçant entre les deux États sud-américains du Brésil et du Venezuela, dépendant globalement de la politique étrangère de ces deux pays, la politique étrangère du Brésil et la politique étrangère du Venezuela.

## Histoire des relations

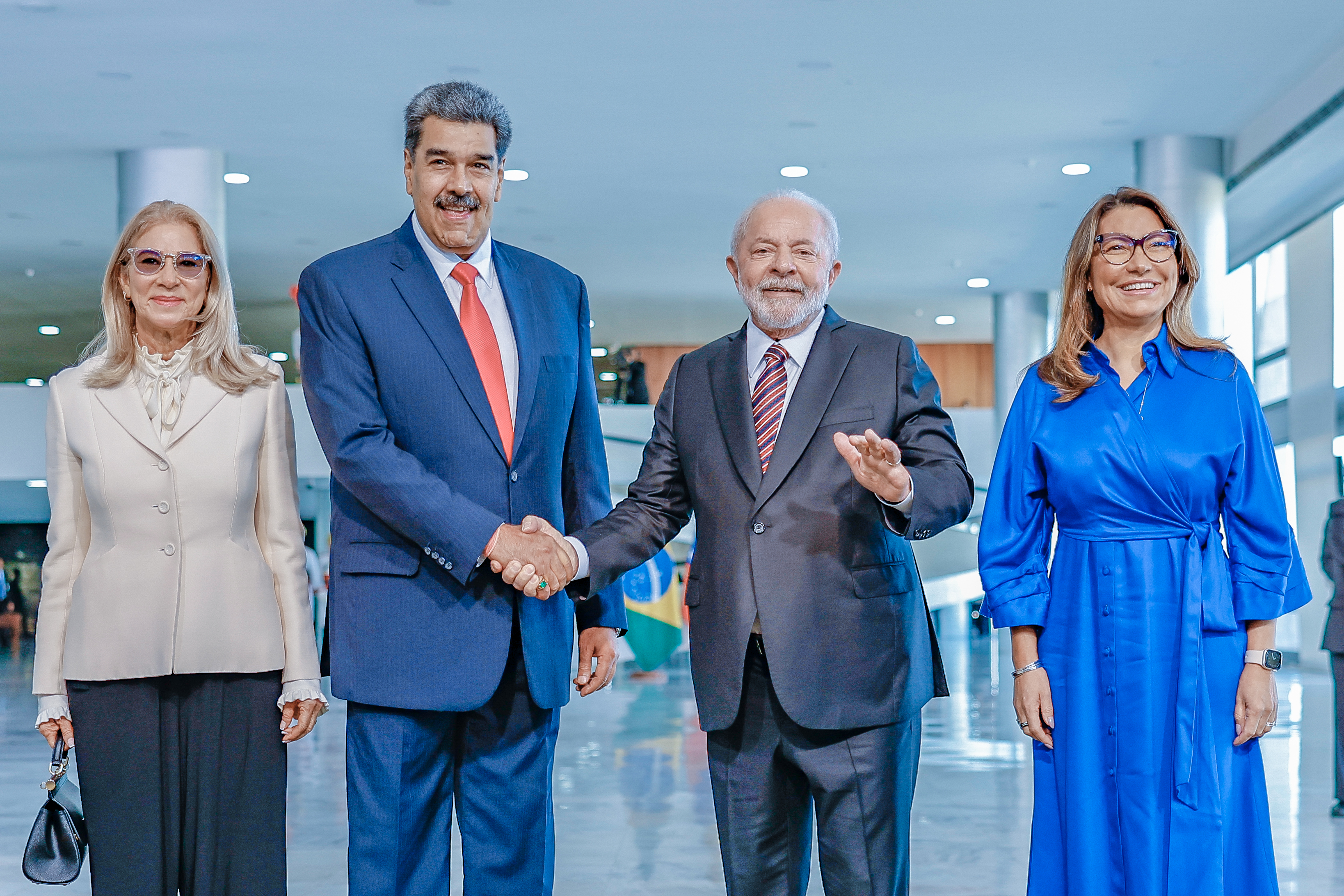
Cérémonie d'arrivée du président de la République bolivarienne du Venezuela, Nicolás Maduro, à l'occasion de sa visite officielle au Brésil en mai 2023

### Époque contemporaine
En 2001, le Venezuela et le Brésil ont ouvert une ligne électrique à haute tension entre les deux pays pour fournir de l'électricité du Venezuela au nord du Brésil. La ligne fournit de l'énergie hydroélectrique bon marché au Brésil et rapporte également au Venezuela des dizaines de millions de dollars chaque année.
Le 20 avril 2016, lors de l'Assemblée générale des Nations unies, les représentants du Venezuela se sont levés de leurs sièges en signe de protestation au tour de Michel Temer de prendre la parole.
Au début du mois de mars 2020, le Brésil rappelle l'intégralité de son personnel diplomatique présent au Venezuela et demande à ce dernier pays d'en faire de même, sans pour autant que les ambassades réciproques ne ferment. Cet épisode témoigne de la crispation des relations entre les deux pays, alors que le président vénézuélien traitait son homologue brésilien de fasciste et l'accusait de soutenir des groupes terroristes ayant attaqué un poste militaire au Venezuela le mois précédent.